# Асдис Хјалмсдотир
Асдис Хјалмсдотир (исл. Ásdís Hjálmsdóttir; Рејкјавик, 28. октобар 1985) је исландска атлетичарка, која се такмичи у бацању копља, а за потребе репрезентације до 2007. повремено је бацала и диск. Тренер јој је Стефан Јохансон.
Два пута је учествовала на Олимпијским играма 2008. у Пекингу и 2012. у Лондону, где је на свечаном отварању носила заставу Исланда.. У Лондону је ушла у финале, али бољи резултат је постигла у квалификацијама, бацивши нови лични и национални рекорд Исланда са 62,77.
По три пута учествовала је на Светским првенствима 2009. у Берлину, 2011. у Тегуу и 2013. у Москви, као и Европским првенствима 2006. у Гетеборгу, 2010. у Барселони Европским првенствима 2012. у Хелсинкију. На овим првенствима, само се у Барселони пласирала у финале и била 10.
Највеће успехе постигла је на Играма малих земаља Европе. Учествовала је четири пута и освојила 5 медаља 4 златне и једну сребрну. На првим у Андори 2005. била је прва у бацању диска и бацању копља, 2007. у Монаку друга у бацању диска, а 2009. у Никозији и 2013. у Луксембургу прва у бацању копља.